# Intermusica
Die  Intermusica  ist ein internationaler Wettbewerb für Blasmusiksolisten unter 30 Jahren, der in Birkfeld stattfindet.

## Profil

Logo der Intermusica Birkfeld

Ziel der Intermusica ist es, junge Talente zu fördern. Diese Veranstaltung ist eine der am höchsten dotierten Musikwettbewerbe für Blasmusik in Europa. Veranstalter der Intermusica ist die Marktgemeinde Birkfeld, der Steirische Blasmusikverband Steiermark, die Familie Hutter und die Familie Graf Tacoli. Alle Wettbewerbe finden in und um Birkfeld vor Publikum statt.
Die Schlussveranstaltung ist auf Schloss Birkenstein und bildet den Höhepunkt in diesem einwöchigen Wettbewerb. Den Teilnehmern, die aus mehreren Ländern kommen, steht es frei, alleine zu kommen, oder ihre Orchester mitzubringen. Während der Intermusica sind bis zu 1300 Blasmusiker in der Region um Birkfeld zu Gast. 
Als Auszeichnung wird der Pokal Goldene Dohle vom Grafen Alexander Tacoli verliehen, welcher diesen Preis auch selber stiftet, und in Anlehnung an das Familienwappen der Familie Tacoli gestaltet ist.